# Balás-Piri László
Balás-Piri László (Budapest, 1935. július 19. – Budapest, 2018. február 17.) 1956-os forradalmár, politikai elítélt, a Történelmi Igazságtétel Bizottság alelnöke, a Közép- és Kelet-európai Történelem és Társadalom Kutatásáért Közalapítvány kuratóriumának elnöke.

## Életpályája
A budapesti Orvostudományi Egyetem gyógyszerész karán folytatott tanulmányai mellett gyógyszerész-technikusi oklevelet szerzett. 1956-os forradalmi tevékenysége miatt 1957-ben letartóztatták, emiatt tanulmányai félbeszakadtak. Elsőfokon 3 év 6 hónap, másodfokon 2 év 6 hónap szabadságvesztésre ítélték. Több hónapos pótnyomozás után 1960. április 29-én szabadult. Ezután segédmunkás, kocsikísérő, bútorszállító, dukkózó-festő, üdülőgondnok volt, míg előadóművészi működési engedélyt nem szerzett. 1990-től publikál napilapokban és folyóiratokban. 1993-ban jelent meg Emberek fehérben – 1956 című dokumentumkötete. A Történelmi Igazságtétel Bizottság alelnöke, az 1956 Alapítvány kurátora. 1999 óta a Közép- és Kelet-európai Történelem és Társadalom Kutatásáért Közalapítvány kuratóriumának elnöke.
2018. február 17-én, 82 éves korában hunyt el.

## Elismerései, díjai
- A Magyar Köztársasági Érdemrend kiskeresztje (1992), polgári tagozat
- A Magyar Köztársasági Érdemrend középkeresztje (2002), polgári tagozat
- Petőfi-díj (2016)[3]